# Pilea margarettae
Pilea margarettae är en nässelväxtart som beskrevs av Nathaniel Lord Britton. Pilea margarettae ingår i släktet pileor, och familjen nässelväxter. Inga underarter finns listade i Catalogue of Life.